# Siegfried Taubert
Pour les articles homonymes, voir Taubert.
Siegfried Taubert, né le 11 décembre 1880 à Brallentin, province de Poméranie et mort le 13 février 1946 à Kiel est le chef de l'administration du château de Wewelsburg et chef de l'école SS Haus Wewelsburg, qui y était située, ainsi que SS-Obergruppenführer, général de la Waffen-SS et général de police pendant le Troisième Reich.

## Biographie
Siegfried Taubert naît le 11 décembre 1880 à Brallentin, il est le neuvième enfant d'un pasteur protestant. Scolarisé au SchillerRealgymnasium de Stettin, il se lance dans une carrière militaire et est d'abord sous-lieutenant dans le régiment d'infanterie du duc Ferdinand de Brunswick 57 à Wesel en Westphalie. Son mariage avec la hollandaise Arnoldine Johanna Juta, le 5 mai 1904, donne naissance à trois enfants, dont Ilse, qui épouse en 1926 le futur chef de la Croix-Rouge allemande, Ernst-Robert Grawitz.
De 1914 à 1918, il est officier de carrière pendant la Première Guerre mondiale. En novembre 1919, il quitte l'armée avec le grade de major. De 1921 à 1924, Taubert est directeur général de la Fédération des Länder de Poméranie ainsi que responsable du Stahlhelm, une association d'anciens combattants, dans le district de Greifenhagen. En août 1925, il vend son domaine dans le quartier de Greifenhagen, qu'il avait acquis après la fin de la guerre, et à partir de 1925, il travaille comme directeur des ventes d'une fabrique de pianos à Berlin. De début septembre 1929 à début octobre 1931, il travaille comme employé des assurances pour la Schweizerische Lebensversicherungs- und Rentenanstalt à Berlin et se retrouve ensuite au chômage.
Taubert est engagé politiquement, et adhère au Parti national-socialiste des travailleurs allemands (NSDAP) en 1931, ainsi qu'à la Schutzstaffel (SS). Il rend compte comme SS-Führer à Kurt Daluege et est promu SS-Oberführer. De 1935 à 1938, il est chef d'état-major au bureau principal du SD de Reinhard Heydrich et est promu au rang de brigadier SS le 13 septembre 1936. De 1938 à 1945, il est l'avant-dernier capitaine du château de Wewelsburg après Manfred von Knobelsdorff, ainsi que juge non professionnel au Volksgerichtshof. En 1943, il devient SS-Obergruppenführer et général de la Waffen-SS. Le 31 mars 1945, il s'enfuit de Wewelsburg pour se réfugier dans le Schleswig-Holstein. Il meurt à Kiel en 1946.

## Distinctions
- Croix de fer (1914) de 1e classe et 2e classe
- Insigne pour les blessés (1918) en noir
- Croix du mérite de guerre (1939) avec épées de 2e classe